# Thực đơn kết hợp

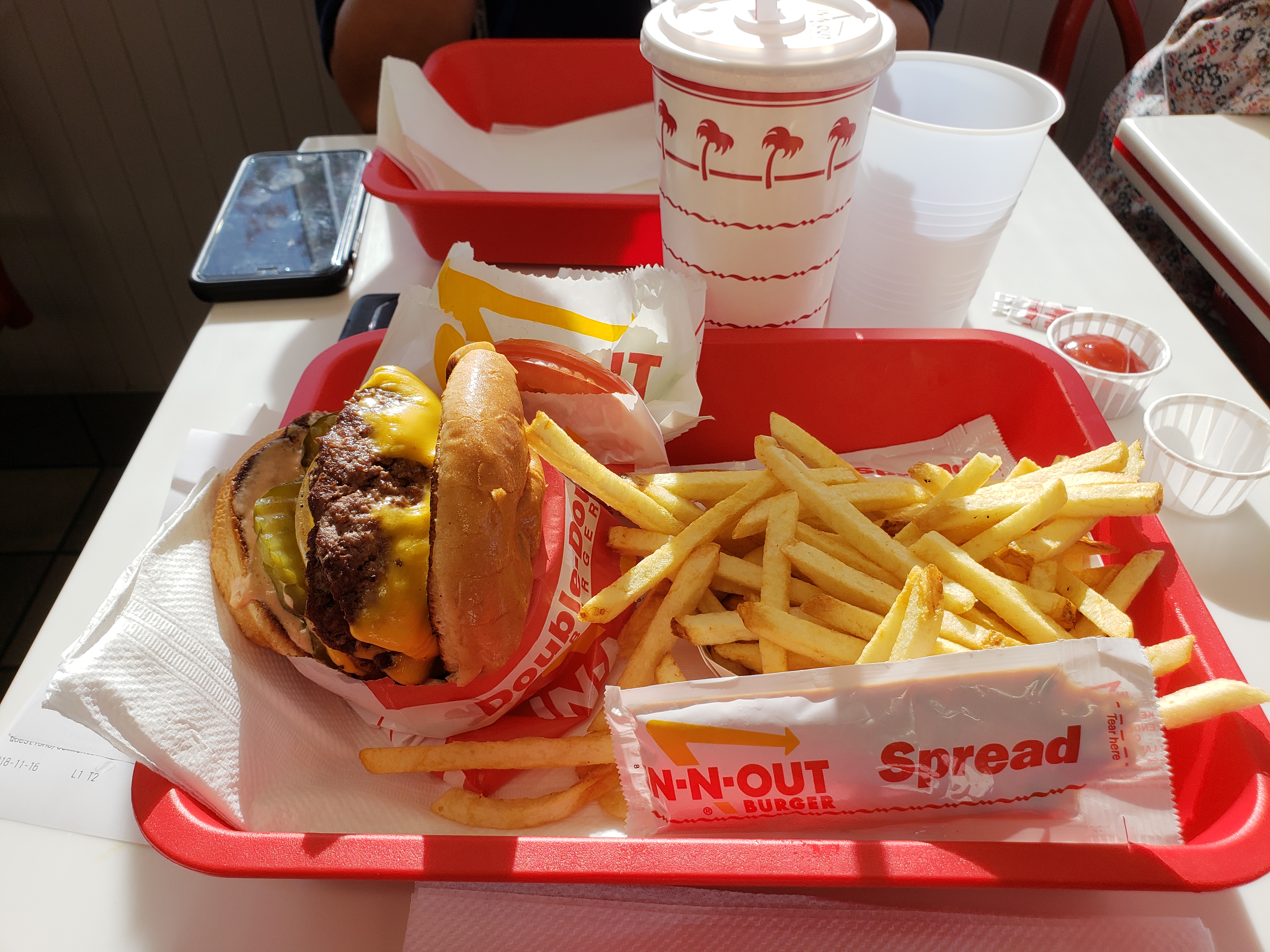
Một combo món thức ăn nhanh

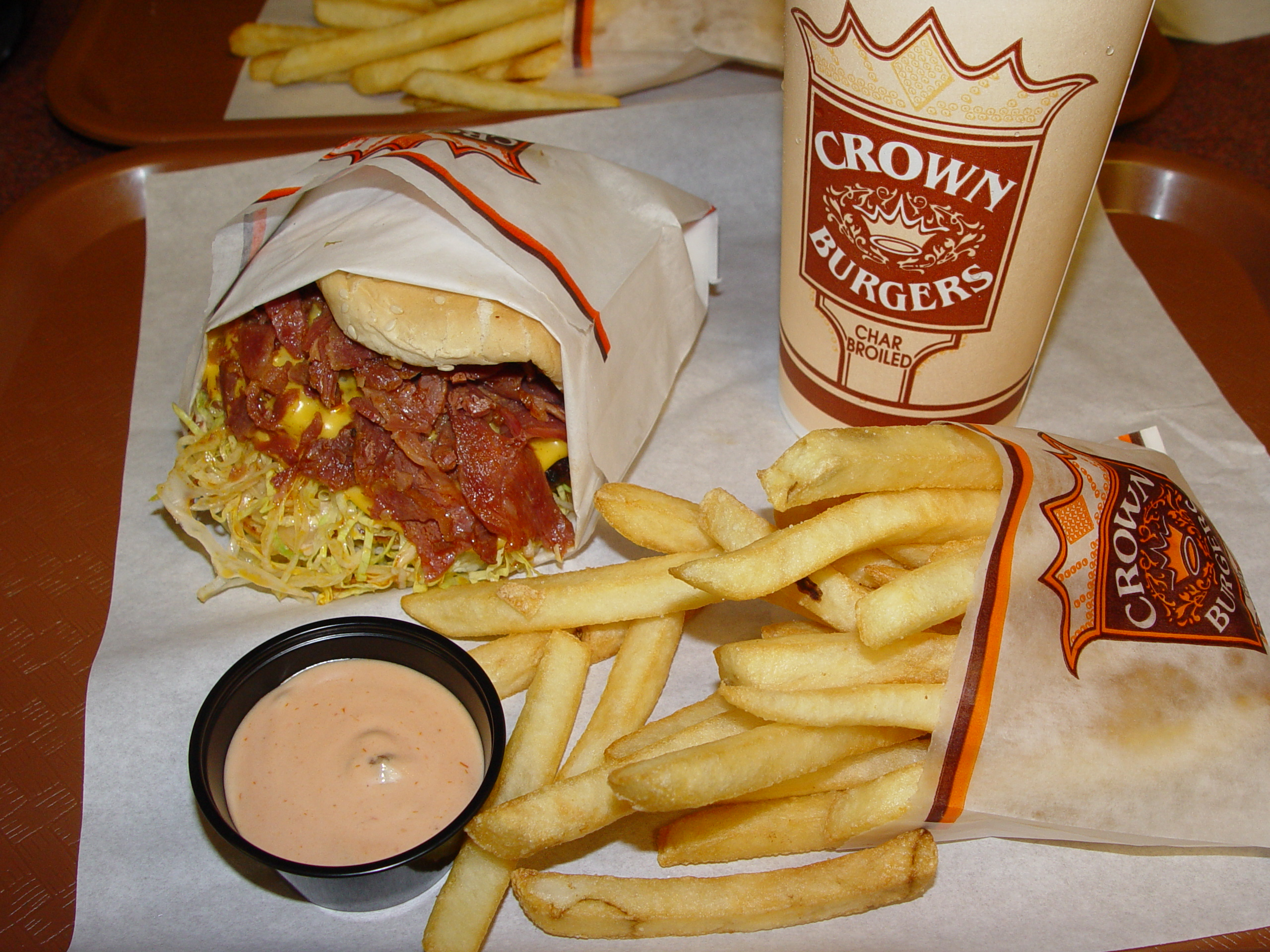
Combo món gồm bánh burger Pastrami (thịt bò muối), khoai tây chiên, nước ngọt (soda)

Thực đơn kết hợp (Combo-meal) là một loại bữa ăn nhanh thường bao gồm các món ăn và đồ uống theo phong cách đồ Âu Mỹ. Chúng là một món ăn phổ biến trong thực đơn tại các nhà hàng thức ăn nhanh và các nhà hàng khác cũng cung cấp phục vụ những bữa ăn nhanh kết hợp các món này. Các bữa ăn kết hợp có thể có giá thấp hơn so với việc gọi các món riêng lẻ, nhưng điều này không phải lúc nào cũng đúng. Một bữa ăn kết hợp cũng là một bữa ăn trong đó người tiêu dùng gọi các món à la carte để tạo ra sự kết hợp bữa ăn của riêng họ. Các thực đơn kết hợp thức ăn nhanh thường bao gồm một món chính (gọi là Entrée trong tiếng Anh Mỹ) như một cái bánh hamburger, một món ăn kèm như khoai tây chiên và một loại đồ uống ngọt như nước ngọt có ga. Các loại nhà hàng khác, chẳng hạn như nhà hàng bình dân, cũng nấu các bữa cơm kết hợp nhiều món. Ở Hoa Kỳ vào đầu những năm 1930, bữa ăn kết hợp là món ăn phổ biến ở các nhà hàng và gia đình. Một số món ăn nước ngoài được ưa chuộng là bữa ăn "kết hợp" như bánh tortilla và enchilada của Mexico, cơm gà Tây Ban Nha, món xào thập cẩm kiểu Tàu (Chop suey) và món guly Hungary.

## Tiện lợi
Giá cả các món ăn kết hợp có thể thấp hơn so với việc gọi từng món riêng lẻ và mức giá thấp hơn này có thể thu hút những người tiêu dùng có ngân sách eo hẹp. Một nghiên cứu năm 2010 được công bố trên Tạp chí Chính sách Công & Tiếp thị (Journal of Public Policy & Marketing) cho thấy một số người tiêu dùng có thể gọi món ăn kết hợp ngay cả khi không được giảm giá so với giá khi gọi từng món riêng lẻ. Nghiên cứu phát hiện ra rằng hành vi gọi món này dựa trên việc người tiêu dùng nhận thấy giá trị vốn có trong các bữa ăn kết hợp và cũng cho thấy sự dễ dàng và tiện lợi khi đặt hàng, chẳng hạn như đặt món ăn theo số, đóng vai trò quan trọng so với việc đặt hàng riêng lẻ. Nghiên cứu này cũng phát hiện ra rằng sự hiện diện của các thực đơn kết hợp khuyến khích người tiêu dùng tăng khẩu phần ăn bằng cách gọi nhiều món trong bữa ăn của họ. Một bữa ăn kết hợp cũng có thể bao gồm một bữa ăn trong đó người tiêu dùng chọn các món ăn riêng biệt từ toàn bộ thực đơn và có thể bao gồm các lựa chọn à la carte được kết hợp để cùng dọn tất cả ra trên một đĩa thức ăn. Một thực đơn kết hợp thức ăn nhanh có thể chứa hơn 1.300 calo. Các nhà hàng thức ăn nhanh đôi khi cung cấp một phương tiện để đơm đặt các phần thức ăn lớn hơn trong định dạng của bữa ăn kết hợp, chẳng hạn như tăng kích thước các món ăn.